# اسلوبودان نیکیچ
اسلوبودان نیکیچ (انگلیسی: Slobodan Nikić؛ زادهٔ ۲۵ ژانویهٔ ۱۹۸۳) بازیکن واترپلو اهل صربستان است.